# Danica Patrick
Danica Sue Patrick (Beloit, Wisconsin, 1982. március 25. –) amerikai autóversenyző, a NASCAR Nationwide Series- ben áll rajthoz a JR Motorsports színeiben, 2012-ben pedig a Sprint Cup-ban is bemutatkozik a Stewart-Haas Racing autójában. A világ 2005-ben figyelt fel rá, amikor élete első Indianapolis 500-án a negyedik helyen ért célba. A futamot 19 körön keresztül vezette is, így ő lett az első nő a legendás verseny történetében, akinek sikerült az élre állnia. Ezzel az eredményével az Indy 500 újonca lett, a szezon végén pedig az IRL-ben is elnyerte ugyanezt a titulust. 2009-ben megszerzett harmadik helyével minden idők legjobb női eredményét tudhatja magáénak.

## Első eredményei
1992-ben, 10 évesen gokartozással kezdte autóversenyzői pályafutását a wisconsini Sugar River Raceway-en, és megnyerte a bajnokságot. 16 éves korában Angliába ment versenyezni. Versenyzett a Formula-Fordban és Formula Vauxhallban, a Brit Forma-Ford bajnokságban, a híres Formula Ford Fesztiválon pedig a második helyet szerezte meg Anthony Davidson mögött, mely a legjobb női versenyző által elért helyezés, valamint a legjobb amerikai eredmény a verseny történetében (előtte az ex-IndyCar és Formula 1-es pilóta, az 1985-ös Indianapolis 500 győztese Danny Sullivan volt a legjobb USA-beli a fesztiválon: 1972-ben 4. volt). 2003-ban az amerikai Toyota Atlantic Championship bajnokságban folytatta a Rahal Letterman Racing autójának volánja mögött. Ebben az évben a Barber Dodge Pro Seriesben állt rajthoz, a következő évben a Toyota Atlantic bajnokságban versenyzett. A szezon folyamán szerzett egy pole pozíciót és két dobogós helyezést. 2004-ben a harmadik helyen fejezte be a bajnokságot.

## IndyCar Series

### 2005
Danica 2005-ben az Indy Racing League-ben folytatta pályafutását a Rahal Letterman Racing színeiben. Névjegyét a szezon ötödik versenyén, az indianapolisi 500 mérföldes viadalon tette le, mikor a második sor elejére kvalifikálta magát, majd a futamon első nőként tizenkilenc kör erejéig vezetett is, végül a negyedik helyre hozta be az autóját, s elnyerte a 2005-ös Indy 500 legjobb újoncának járó díjat is.
Egy hónappal később Kansasben megszerezte első pole-pozícióját (ez korábban csak Sarah Fishernek sikerült), majd augusztusban Kentuckyban ismét a legelső helyről indulhatott, akárcsak Chicagolanden, ezzel pedig beállította Tomas Scheckter rekordját az újonc évben begyűjtött pole-ok tekintetében.
A szezont a 12. helyen zárta, valamint ő lett az év újonca az IRL-ben.
A 2005-ös év után 2006-ban elindult a Daytona-i 24 óráson is.

### 2006

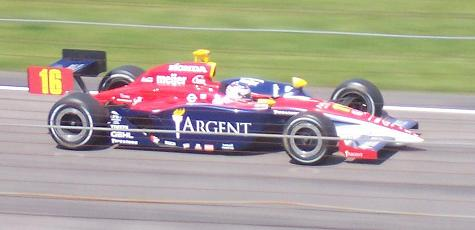
Patrick a 2006-os indianapolisi 500-on.

A 2006-os idénynyitó homestead-i időmérőn a harmadik helyet szerezte meg de a futamon nem indult se ő se Buddy Rice mert a csapattársuk Paul Dana az egyik szabadedzésen halálos balesetet szenvedett. Emiatt az ő szezonjuk csak St.Pete-ben kezdődött. Az Indy 500-on a nyolcadik helyről indulhatott és ott is ért célba. Az Indy 500 után úgy döntött a Rahal Letterman Racing, hogy az ovál versenyeken a többi csapattal együtt a Dallara karosszériát használják de a nem ovál versenyeken még visszatérnek a Panoz karosszériára. A szezonban elért legjobb eredménye két negyedik hely Nashville-ből és Milwaukee-ből. A michigan-i verseny vége előtt három körrel a vége előtt kifogyott az üzemanyag Patrick autójából ezért csak a tizenhetedik helyen rangsorolták a futam után. Az utolsó versenyét ezzel a csapattal Chicago-ban futotta és a bajnokságban az előző évi tizenkettedik helyhez képest hármat javítva kilencedik lett a bajnokságban. Novemberben a "March of Dimes" az év sportolónője díjat Patrick-nek ítélte oda.

### 2007

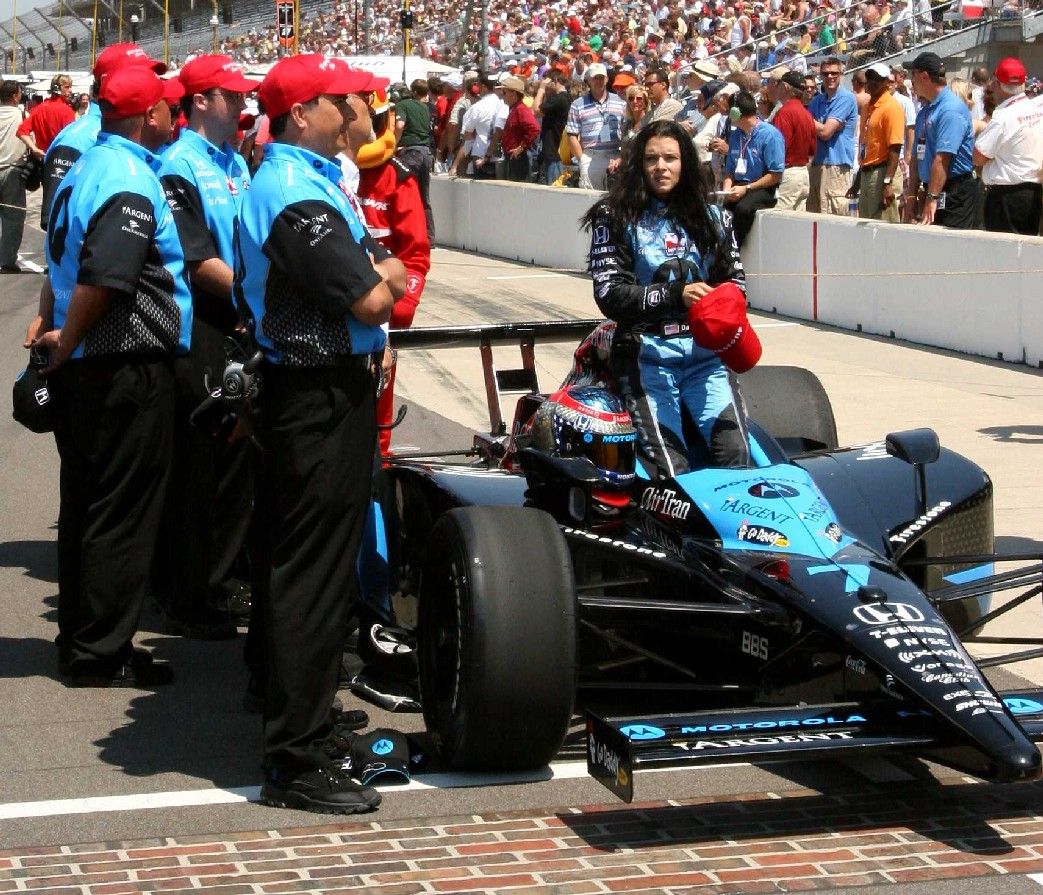
Danica Patrick a 2007-es indianapolisi 500 időmérője után.

2006. július 25-én jelentették be, hogy Patrick 2007-től az Andretti Green Racing pilótája lesz. Első versenyén új csapatával csak a tizennegyedik helyen rangsorolták mert a 154. körben a falba rohanva kiesett a versenyből. St.Pete-ben a nyolcadik míg Japánban a tizenegyedik helyen ért célba. Ebben az évben is indult az indianapolisi 500 mérföldes versenyen. Amikor a versenyt megszakították egy időre a nagy eső miatt akkor épp a második helyen haladt csapattársa Tony Kanaan mögött. Az újraindítás után kezdett hátrébb csúszni de a 166. körben megint leállították a versenyt - ezúttal már végleg - akkor a nyolcadik helyen állt és itt is rangsorolták. A következő futamon Milwaukee-ben körhátrányban ért célba mert Dan Wheldon meglökte az autóját és ki kellett mennie a boxba, aztán a futam után egy kisebb afférba keveredett Wheldonnal. A texasi versenyen egy ideig ismét autózhatott az első helyen 2005. után először, és a verseny végén a harmadik helyen ért célba ezzel megszerezte első dobogós helyezését a sorozatban. Az új iowai pályán rendezett futamon egy baleset miatt csak a tizenharmadik helyet sikerült megszereznie. A watkins glenni futamon a tizenegyedik helyen ért célba és a vasárnapra halasztott nashville-i futamon ismét harmadik lett Texas után. Mid-Ohio-ban az ötödik hellyel a legjobb eredményét érte el nem ovál pályán. A michigani futamon a hetedik helyet szerezte meg de nem kellett volna sok, hogy a 143. körben történt baleset részese lesz. A Kentucky futamon húsz körrel a verseny vége előtt defekt miatt a falnak csapódott és kiesett. A sonomai futamon megint az első tíz között végzett méghozzá a hatodik helyen. A detroiti futamon a tizenegyedik helyről indult és a második helyet szerezte meg a futamon ezzel a legjobb eredményét el nem ovál pályán és IndyCar pályafutásában is. Az évzáró versenyen ezúttal nem sikerült az első hatban végeznie mert csak tizenegyedik lett mert a verseny vége előtt hét körrel boxkiállásra kényszerült a kevés üzemanyag miatt. A bajnokságban hetedik helyen végzett 424 ponttal.

### 2008

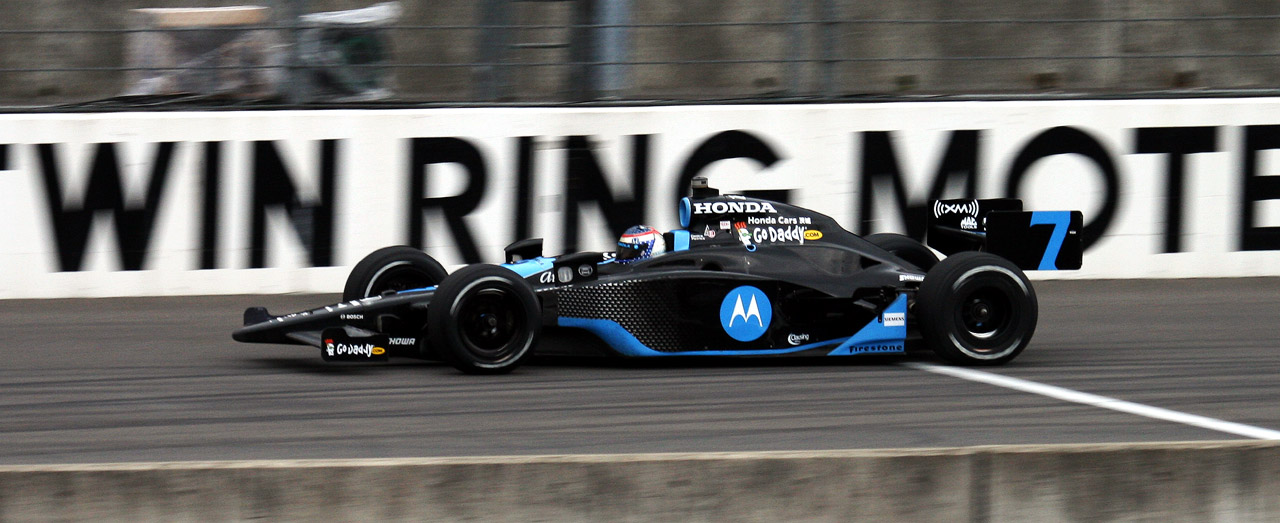
Patrick megnyeri első versenyét japánban, ezzel az első női győztes lett az IndyCar-ban.

2008-ban második szezonját kezdte meg az Andretti Green Racing csapattal és a Homestead-i évnyitón megszerzett hatodik helyével a legjobb helyezést érte el ezen a pályán. A következő St.Pete-i futamon a tizedik helyen ért célba. A japán versenyen viszont sikerült megszereznie első IndyCar győzelmét és ezzel az első győztes versenyzőnőt avatta az IndyCar Patrick személyében. Ezzel a győzelemmel Shirley Muldowney után először nyert női versenyző futamot autóversenyzésben. A győzelmet 5.8594 másodperces előnnyel Hélio Castroneves előtt szerezte meg akinek az utolsó körökben szinte teljesen elfogyott az üzemanyagja. A Kansas-i versenyen viszont műszaki hiba miatt kiesett. Az indianapolisi 500-on szintén kiesett mert a boxutcából kijövet ütközött Ryan Briscoe-val és később nagyon dühösen megindult Briscoe csapata felé de egy biztonsági őr visszafordította a saját csapata felé. Az Indy 500 utáni első versenyen Milwaukee-ben kilencedik míg Texas-ban tizedik lett. Iowa-ban és Richmond-ban egyaránt hatodik helyet szerzett. A szezon végén a hatodik helyet szerezte meg a bajnokságban és az Amerikai versenyzők közül ő végzett a legjobb helyen.

### 2009

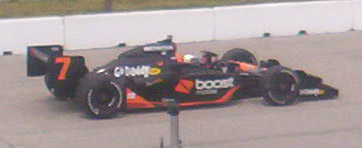
Patrick 2009-es autója.

A 2009-es indianapolisi 500-on a második helyet szerezte meg Hélio Castroneves mögött és Dan Wheldon előtt ezzel a legjobb indianapolisi 500 eredményét szerezte meg eddigi pályafutása során és az első női versenyző lett aki dobogóra állhatott az Indianapolis 500-on. A következő Milwaukee versenyen Patrick az ötödik helyet szerezte meg majd a Texas-i versenyen hatodik lett. Patrick-et a Motorola szponzorálta a szezon első versenyein de Kansas.től a Boost Mobile lett a szponzora a szezon végéig. A Toronto-i versenyen az egész csapat nagyon rosszul szerepelt az időmérő edzésen, Patrick-nek is csak a 18. helyet sikerült megszereznie de a csapattársai sem lehettek boldogabbak a 17., 20. és 22. rajthelyeikkel. A versenyen viszont tizenkét pozíciót javítva a hatodik helyen ért célba. A bajnokságot az ötödik helyen fejezte be ezzel nemcsak a csapatából lett a legjobb hanem az egész szezont uraló Penske és Ganassi pilótapárosaik mögött lett a legjobb.

### 2010
A 2010-es esztendő nagy kihívás elé állította Patrickot, miután az IndyCar szezon mellett a NASCAR Nationwide-ban is rajthoz állt a JR Motorsports színeiben.
Az Indianapolis 500 nem a tervek szerint alakult, ugyanis az autó beállításaival küszködött, s emiatt csak a kiábrándító 23. rajtpozíciót érte el. Interjúiban többször megismételt "it's not my fault" (nem az én hibám) mondatával ellenszenvet váltott ki számos Indy-rajongóból, melynek a lelátókon hangot is adtak.
Danica végül a verseny során megmutatta, hogy a kis közjáték ellenére igenis tud vezetni, s 17 helyet javítva a 6. pozícióban ért célba.
Patrick legjobb eredményei az évben két második hely volt, melyeket Texas-ban Homestead-Miami-ban ért el.
A szezonban töretlenül folytatta sorozatát, az egymás után következő befejezett versenyek tekintetében: 2009 St. Pete óta minden futamon célba ért. A 2010-es év végén ez zsinórban 33 versenyt jelent.

### 2011
Patrick a 2011-es szezonban is párhuzamosan folytatja a versenyzést az IndyCar Series –ben és a Nationwide Series-ben. Csapatai 2011-ben is az Andretti Autosport, illetve a NASCAR –ban a JR Motorsports a GoDaddy.com támogatásával.
Az ez évi Indianapolis 500 majdnem balul sült el számára, ugyanis a változó időjárási körülmények miatt nem tudta bebiztosítani a helyét a mezőnyben a Pole Dayen, úgyhogy az indulás jogának elnyerésére a Bump Dayig várnia kellett csapattársaival, Marco Andretti–vel, Mike Conway–jel és Ryan Hunter-Reay–jel együtt. Végül Danica a 26. rajthelyet szerezte meg, azonban – miután a verseny előtt a Foyt csapat versenyzőt cserélt (kitették Bruno Junquierát, aki a 19. helyre kvalifikálta az autót, s helyére azt az amerikai Hunter-Reay-t ültették, aki viszont az Andretti Autosport autójával nem tudott bekerülni a 33-ba), s a mezőny végéről indult - egy hellyel előrébbről, a 25. pozícióból vághatott neki a versenynek. Az 500 mérföldet – melyet az utolsó kanyar után nyert meg a brit Dan Wheldon - okosan végigversenyezve végül a 10. helyen ért célba.
Jó szereplésével a Nationwide-ban is kezdi egyre jobban megvetni a lábát, februárban Daytonában majdnem sikerült megszereznie első győzelmét, mindössze két kört hiányzott a versenyből amikor egy balesetnek köszönhetően végül a 14. helyen ért célba. Legjobb eredményét, egy negyedik helyet márciusban Las Vegasban érte el, ez a NASCAR történetében ezidáig legjobb hölgyversenyző által szerzett pozíció.
2011. augusztus 25-én Patrick és szponzora, a GoDaddy.com hivatalos sajtótájékoztató keretén belül bejelentette, hogy a szezon végén nem újítja meg lejáró szerződését az Andretti Autosporttal és 2012-től a Nationwide-ban folytatja karrierjét a JR Motorsports versenyzőjeként teljes szezonban, valamint a tervek szerint 8-10 verseny erejéig a legmagasabb kategóriában, a Sprint Cup Series–ben is bemutatkozik a Stewart-Haas Racing autójának volánja mögött.
A Las Vegas-i évadzáró versenyen Dan Wheldon is részese volt a tizenöt autót érintő tömegbalesetnek melyben Wheldon később életét vesztette - Patrick szerencsésen elkerülte a balesetet -, a versenyt leállították később törölték de a versenyzők kimentek a pályára és megtettek öt lassú kört, hogy Wheldon előtt tiszteleghessenek, és ezt hármas sorokban tették meg Wheldon indianapolisi 500-as győzelmei előtt tisztelegve, a csapattagok több száz méteres sorfalat állva tisztelegtek Wheldon előtt.

## Autóversenyzői pályafutásának eredményei

### Karrier-összefoglaló
| Szezon | Széria                                                                                       | Csapat                 | Autó száma | Versenyek | Győzelmek | Pole-pozíciók | Leggyorsabb kör | Pontszám | Helyezés |
| 1998   | Formula Vauxhall Winter Series                                                               |                        |            |           |           |               |                 |          |          |
| 1999   | British Formula Vauxhall Championship                                                        |                        |            |           |           |               |                 | 31       | 9.       |
| 2000   | British Formula Ford Championship                                                            | Andy Welch Racing      |            | 14        | 0         | 0             | 0               | 3        | 19.      |
| 2000   | Formula Ford Festival                                                                        | Haywood Racing         | 89         | 1         | 0         | 0             | 0               | N/A      | 2.       |
| 2000   | European Formula Ford Championship                                                           | Haywood Racing         |            |           |           |               |                 |          |          |
| 2001   | British Formula Ford Championship                                                            | Haywood Racing         |            |           | 0         | 0             | 0               | 10       | 25.      |
| 2002   | Barber Dodge Pro Series                                                                      | Team Rahal             | 89         | 5         | 0         | 0             | 0               | 35       | 13.      |
| 2003   | American Le Mans Series GTS osztály \| Veloqx Prodrive Racing                                | 80                     | 1          | 0         | 0         | 0             | 10              | 23.      |          |
| 2003   | Toyota Atlantic Championship                                                                 | Team Rahal             | 24         | 12        | 0         | 0             | 0               | 109      | 6.       |
| 2004   | Toyota Atlantic Championship                                                                 | Team Rahal             | 24         | 12        | 0         | 1             | 1               | 269      | 3.       |
| 2005   | IndyCar Series                                                                               | Rahal Letterman        | 16         | 17        | 0         | 3             | 1               | 325      | 12.      |
| 2006   | IndyCar Series                                                                               | Rahal Letterman        | 16         | 13        | 0         | 0             | 0               | 302      | 9.       |
| 2006   | Rolex Sports Car Series (Daytonai 24 órás autóverseny) DP osztály \| Howard-Boss Motorsports | 2                      | 1          | 0         | 0         | 0             | 7               | 106.     |          |
| 2007   | IndyCar Series                                                                               | Andretti Green Racing  | 7          | 17        | 0         | 0             | 1               | 424      | 7.       |
| 2008   | IndyCar Series                                                                               | Andretti Green Racing  | 7          | 18        | 1         | 0             | 0               | 379      | 6.       |
| 2009   | IndyCar Series                                                                               | Andretti Green Racing  | 7          | 17        | 0         | 0             | 0               | 393      | 5.       |
| 2009   | Rolex Sports Car Series (24 Hours of Daytona) DP osztály \| Childress-Howard Motorsports     | 2                      | 1          | 0         | 0         | 0             | 23              | 43.      |          |
| 2010   | IndyCar Series                                                                               | Andretti Autosport     | 7          | 17        | 0         | 0             | 0               | 367      | 10.      |
| 2010   | NASCAR Nationwide Series                                                                     | JR Motorsports         | 7          | 13        | 0         | 0             | 0               | 1032     | 43.      |
| 2010   | NASCAR K&N Pro Series East                                                                   | JR Motorsports         | 83         | 1         | 0         | 0             | 0               | 155      | 45.      |
| 2010   | ARCA Racing Series                                                                           | Bob Schacht Motorsport | 7          | 1         | 0         | 0             | 0               | 200      | 85.      |
| 2011   | IndyCar Series                                                                               | Andretti Autosport     | 7          | 14        | 0         | 0             | 0               | 247*     | 12.*     |
| 2011   | NASCAR Nationwide Series                                                                     | JR Motorsports         | 7          | 7         | 0         | 0             | 0               | 198*     | 27.*     |

* 2011-es szezon folyamatban

### IndyCar
| Év   | Csapat                | 1        | 2      | 3      | 4        | 5       | 6       | 7      | 8      | 9      | 10     | 11     | 12     | 13     | 14     | 15     | 16     | 17     | 18     | 19      | Helyezés | Pont |
| ---- | --------------------- | -------- | ------ | ------ | -------- | ------- | ------- | ------ | ------ | ------ | ------ | ------ | ------ | ------ | ------ | ------ | ------ | ------ | ------ | ------- | -------- | ---- |
| 2005 | Rahal Letterman       | HMS 15   | PHX 15 | STP 12 | MOT 4    | INDY 4  | TXS 13  | RIR 10 | KAN 9  | NSH 7  | MIL 19 | MIS 20 | KTY 16 | PPIR 8 | SNM 20 | CHI 6  | WGL 16 | FON 18 |        |         | 12.      | 325  |
| 2006 | Rahal Letterman       | HMS Wth1 | STP 6  | MOT 8  | INDY 8   | WGL 8   | TXS 12  | RIR 15 | KAN 11 | NSH 4  | MIL 4  | MIS 17 | KTY 8  | SNM 8  | CHI 12 |        |        |        |        |         | 9.       | 302  |
| 2007 | Andretti Green Racing | HMS 14   | STP 8  | MOT 11 | KAN 7    | INDY 8  | MIL 8   | TXS 3  | IOW 13 | RIR 6  | WGL 11 | NSH 3  | MDO 5  | MIS 7  | KTY 16 | SNM 6  | DET 2  | CHI 11 |        |         | 7.       | 424  |
| 2008 | Andretti Green Racing | HMS 6    | STP 10 | MOT² 1 | LBH² DNP | KAN 19  | INDY 22 | MIL 9  | TXS 10 | IOW 6  | RIR 6  | WGL 14 | NSH 5  | MDO 12 | EDM 18 | KTY 11 | SNM 5  | DET 16 | CHI 10 | SRF³ 18 | 6.       | 379  |
| 2009 | Andretti Green Racing | STP 19   | LBH 4  | KAN 5  | INDY 3   | MIL 5   | TXS 6   | IOW 9  | RIR 5  | WGL 11 | TOR 6  | EDM 11 | KTY 8  | MDO 19 | SNM 16 | CHI 12 | MOT 6  | HMS 19 |        |         | 5.       | 393  |
| 2010 | Andretti Autosport    | SAO 15   | STP 7  | ALA 19 | LBH 16   | KAN 11  | INDY 6  | TXS 2  | IOW 10 | WGL 20 | TOR 6  | EDM 15 | MDO 21 | SNM 16 | CHI 14 | KTY 9  | MOT 5  | HOM 2  |        |         | 10.      | 367  |
| 2011 | Andretti Autosport    | STP 12   | ALA 17 | LBH 7  | SAO 23   | INDY 10 | TXS1 16 | TXS2 8 | MIL 5  | IOW 10 | TOR 19 | EDM 9  | MDO 21 | NHA 6  | SNM 21 | BAL 6  | MOT 11 | KTY 10 | LSV C  |         | 10.      | 314  |

1 Rahal-Letterman Racing visszalépett a versenytől Patrick-el és Buddy Rice-al együtt mert a csapattársuk Paul Dana halálos balesetet szenvedett az egyik szabadedzésen.
² A Long Beach-i és a Japán versenyt ugyanazon a napon rendezték a Champ Car és az IRL pilótáknak és mindkét verseny bele számít a bajnokságba.
³ A verseny nem számít bele a bajnokságba

#### Indianapolis 500 eredmények
| Év   | Karosszéria | Motor | Rajthely | Eredmény | Csapat                |
| ---- | ----------- | ----- | -------- | -------- | --------------------- |
| 2005 | Panoz       | Honda | 4        | 4        | Rahal Letterman       |
| 2006 | Panoz       | Honda | 10       | 8        | Rahal Letterman       |
| 2007 | Dallara     | Honda | 8        | 8        | Andretti Green Racing |
| 2008 | Dallara     | Honda | 5        | 22       | Andretti Green Racing |
| 2009 | Dallara     | Honda | 10       | 3        | Andretti Green Racing |
| 2010 | Dallara     | Honda | 23       | 6        | Andretti Autosport    |
| 2011 | Dallara     | Honda | 25       | 10       | Andretti Autosport    |

### NASCAR Nationwide Series
* 2011 szezon folyamatban.

## Egyéb médiaszereplések
A versenyzés mellett Danica foglalkoztatott modell és televíziós személyiség. A világ legnagyobb domain név és tárhely szolgáltatójának, a GoDaddy-nek egyik reklámarcaként számos reklámfilmben szerepelt már, melyeket olyan nagy eseményeken sugároztak az Egyesült Államokban országszerte, mint pl. a Super Bowl.
Láthattuk továbbá 2006-ban Jay-Z Show me what you got című klipjének videojában, melyben Nationwide-beli csapatfőnökével, a NASCAR szupersztár Dale Earnhardt Jr.-ral száguldozott, valamint feltűnt a CSI:NY hatodik szezonjának The Formula című epizódjában, ahol a gyilkossággal gyanúsított autóversenyzőt, Liza Gray-t alakította. A Simpson család rajzfilmben önmagát szinkronizálta, de karaktere feltűnt a South Park-ban is.
Patrick modellként szerepelt az amerikai Sports Illustrated fürdőruha mellékletében és az FHM férfimagazinban is.
2006 májusában jelent meg önéletrajzi könyve, a Danica: Crossing the Line.
2011 nyarán szerződést kötött Justin Timberlake divatcégével, a William Rast-tel (a vállalat volt a 2011-es indianapolisi 500 győztes autójának főszponzora), melynek értelmében Danica lesz a márka napszemüvegeinek hivatalos reklámarca.
Az IMG ügynökség képviseli.
2011-ben a tekintélyes Forbes gazdasági szaklap által közzétett, a világ legjobban kereső sportolónőit felsoroló listán a harmadik helyet tudhatja magáénak Marija Sharapova és Caroline Wozniacki mögött.

## Magánélet
Danica édesanyja, Beverly és édesapja, T.J. egy vakrandin találkoztak. Érdekesség, hogy T.J hómobillal versenyzett, míg felesége szerelőként dolgozott. Egy testvére van, Brooke.
Házas, férje Paul Hospenthal fizikoterapeuta. 2005 novemberében kötöttek házasságot. Danica a férje kedvéért felvette a római katolikus vallást.